# کاستیار دل بایس
کاستیار دل بایس (به اسپانیایی: Castellar del Vallès) یک شهرستان در اسپانیا است که در سابادل واقع شده‌است.

## خصوصیات
کاستیار دل بایس ۴۵٫۱۷ کیلومترمربع مساحت و ۲۲٬۶۲۶ نفر جمعیت دارد و ۳۳۱ متر بالاتر از سطح دریا واقع شده‌است.